# Michael Moore (brytyjski polityk)
Michael Moore (ur. 3 czerwca 1965 w Dundonald) – brytyjski polityk, członek Liberalnych Demokratów, w latach 2002–2010 zastępca lidera szkockiej części tej partii. W latach 1997–2015 członek Izby Gmin, w latach 2010–2013 minister ds. Szkocji w gabinecie Davida Camerona.

## Życiorys

### Młodość
Urodził się Irlandii Północnej, gdzie jego ojciec służył w armii. Rodzina osiadła w Szkocji, gdy był pięcioletnim dzieckiem. Ukończył politologię i historię nowożytną na Uniwersytecie Edynburskim. Pierwszy rok kariery zawodowej spędził w biurze poselskim Archy'ego Kirkwooda, wówczas członka Izby Gmin z ramienia Liberalnych Demokratów. Pracował tam jako dokumentalista. Następnie uzyskał uprawnienia licencjonowanego księgowego i podjął pracę w firmie Coopers & Lybrand.

### Kariera polityczna
W 1997 został wybrany do Izby Gmin z ramienia Liberalnych Demokratów. W 2001 został zastępcą rzecznika tej partii ds. polityki zagranicznej. W 2004 został członkiem rady Chatham House. W 2006, w czasie wyborów lidera Liberalnych Demokratów, był szefem kampanii Menziesa Campbella, który wygrał w tych wyborach. Pod rządami Campbella Moore został awansowany na głównego rzecznika partii ds. polityki zagranicznej i rozwoju międzynarodowego.
Po wyborach w 2010 roku i zawarciu koalicji z konserwatystami, początkowo nie wszedł do gabinetu, jednak został zaproszony w jego skład już po niespełna trzech tygodniach. Było to związane z nieoczekiwanym przeniesieniem Danny'ego Alexandra, pierwotnie wskazanego przez Liberalnych Demokratów jako ministra ds. Szkocji, na stanowisko naczelnego sekretarza skarbu (cała sprawa była efektem skandalu związanego z innym politykiem tej partii, Davidem Lawsem). W październiku 2013 został odwołany z tego stanowiska, od tego czasu zasiadał w parlamencie jako backbencher. Opuścił parlament w wyniku wyborów w 2015 roku, w których pokonał go kandydat Szkockiej Partii Narodowej Calum Kerr.